# Heineken Cup 2008/09
Der Heineken Cup 2008/09 war die 14. Ausgabe des Heineken Cup (Vorgänger des European Rugby Champions Cup), dem wichtigsten europäischen Pokalwettbewerb im Rugby Union. Es waren 24 Mannschaften aus sechs Ländern beteiligt. Das erste der insgesamt 78 Spiele wurde am 10. Oktober 2008 ausgetragen, das Finale fand am 23. Mai 2009 im Murrayfield Stadium in Edinburgh statt. Titelverteidiger war das irische Team Munster Rugby, den Titel gewann das irische Team Leinster Rugby.

## Modus
Die Teilnehmer wurden am 17. Juni 2008 in sechs Gruppen mit je vier Mannschaften eingeteilt. Die Setzreihenfolge basierte erstmals auf den Ergebnissen der einzelnen Vereine in den vergangenen Jahren. Jede Mannschaft spielte je ein Heim- und ein Auswärtsspiel gegen die drei Gruppengegner. In der Gruppenphase erhielten die Mannschaften
- vier Punkte für einen Sieg
- zwei Punkte für ein Unentschieden
- einen Bonuspunkt bei vier oder mehr Versuchen
- einen Bonuspunkt bei einer Niederlage mit sieben oder weniger Punkten Differenz

Für das Viertelfinale qualifizierten sich die sechs Gruppensieger (nach Anzahl gewonnener Punkte auf den Plätzen 1–6 klassiert) und die zwei besten Gruppenzweiten (auf den Plätzen 7–8 klassiert). Mannschaften auf den Plätzen 1–4 hatten im Viertelfinale Heimrecht. Es spielten der Erste gegen den Achten, der Zweite gegen den Siebten, der Dritte gegen den Sechsten und der Vierte gegen den Fünften.

## Gruppenphase

### Gruppe 1
|    | Team                  | Spiele | Siege | Unent. | Ndlg. | Spiel- punkte | Diff. | Bonus- punkte | Tabellen- punkte |
| -- | --------------------- | ------ | ----- | ------ | ----- | ------------- | ----- | ------------- | ---------------- |
| 1. | Munster Rugby         | 6      | 5     | 0      | 1     | 161:98        | + 63  | 3             | 23               |
| 2. | Sale Sharks           | 6      | 3     | 0      | 3     | 136:115       | + 21  | 3             | 15               |
| 3. | ASM Clermont Auvergne | 6      | 3     | 0      | 3     | 137:129       | + 8   | 1             | 13               |
| 4. | US Montauban          | 6      | 1     | 0      | 5     | 81:173        | − 92  | 2             | 6                |

| 10. Oktober 2008 20:00 WESZ | Munster Rugby | 19 : 17 | US Montauban | Thomond Park, Limerick Zuschauer: 23.500 |
| 10. Oktober 2008 20:00 WESZ | Bericht       |         |              | Thomond Park, Limerick Zuschauer: 23.500 |

| 11. Oktober 2008 14:35 MESZ | ASM Clermont Auvergne | 15 : 32 | Sale Sharks | Stade Marcel-Michelin, Clermont-Ferrand Zuschauer: 15.681 |
| 11. Oktober 2008 14:35 MESZ | Bericht               |         |             | Stade Marcel-Michelin, Clermont-Ferrand Zuschauer: 15.681 |

| 19. Oktober 2008 13:00 WESZ | Sale Sharks | 16 : 24 | Munster Rugby | Edgeley Park, Stockport Zuschauer: 10.928 |
| 19. Oktober 2008 13:00 WESZ | Bericht     |         |               | Edgeley Park, Stockport Zuschauer: 10.928 |

| 19. Oktober 2008 16:00 MESZ | US Montauban | 19 : 24 | ASM Clermont Auvergne | Stade Sapiac, Montauban Zuschauer: 8.000 |
| 19. Oktober 2008 16:00 MESZ | Bericht      |         |                       | Stade Sapiac, Montauban Zuschauer: 8.000 |

| 5. Dezember 2008 19:45 WESZ | Sale Sharks | 36 : 6 | US Montauban | Edgeley Park, Stockport Zuschauer: 6.962 |
| 5. Dezember 2008 19:45 WESZ | Bericht     |        |              | Edgeley Park, Stockport Zuschauer: 6.962 |

| 7. Dezember 2008 16:00 MESZ | ASM Clermont Auvergne | 25 : 19 | Munster Rugby | Stade Marcel-Michelin, Clermont-Ferrand Zuschauer: 15.355 |
| 7. Dezember 2008 16:00 MESZ | Bericht               |         |               | Stade Marcel-Michelin, Clermont-Ferrand Zuschauer: 15.355 |

| 13. Dezember 2008 15:30 WESZ | Munster Rugby | 23 : 13 | ASM Clermont Auvergne | Thomond Park, Limerick Zuschauer: 25.623 |
| 13. Dezember 2008 15:30 WESZ | Bericht       |         |                       | Thomond Park, Limerick Zuschauer: 25.623 |

| 13. Dezember 2008 19:00 MESZ | US Montauban | 16 : 12 | Sale Sharks | Stade Sapiac, Montauban Zuschauer: 7.668 |
| 13. Dezember 2008 19:00 MESZ | Bericht      |         |             | Stade Sapiac, Montauban Zuschauer: 7.668 |

| 16. Januar 2009 20:00 WESZ | Munster Rugby | 37 : 14 | Sale Sharks | Thomond Park, Limerick Zuschauer: 26.000 |
| 16. Januar 2009 20:00 WESZ | Bericht       |         |             | Thomond Park, Limerick Zuschauer: 26.000 |

| 16. Januar 2009 21:00 MESZ | ASM Clermont Auvergene | 43 : 10 | US Montauban | Stade Marcel-Michelin, Clermont-Ferrand Zuschauer: 11.540 |
| 16. Januar 2009 21:00 MESZ | Bericht                |         |              | Stade Marcel-Michelin, Clermont-Ferrand Zuschauer: 11.540 |

| 24. Januar 2009 15:35 WESZ | Sale Sharks | 26 : 17 | ASM Clermont Auvergene | Edgeley Park, Stockport Zuschauer: 7.466 |
| 24. Januar 2009 15:35 WESZ | Bericht     |         |                        | Edgeley Park, Stockport Zuschauer: 7.466 |

| 25. Januar 2009 13:00 MESZ | US Montauban | 13 : 39 | Munster Rugby | Stade Sapiac, Montauban Zuschauer: 9.300 |
| 25. Januar 2009 13:00 MESZ | Bericht      |         |               | Stade Sapiac, Montauban Zuschauer: 9.300 |

### Gruppe 2
|    | Team              | Spiele | Siege | Unent. | Ndlg. | Spiel- punkte | Diff. | Bonus- punkte | Tabellen- punkte |
| -- | ----------------- | ------ | ----- | ------ | ----- | ------------- | ----- | ------------- | ---------------- |
| 1. | Leinster Rugby    | 6      | 4     | 0      | 2     | 140:70        | + 70  | 4             | 20               |
| 2. | London Wasps      | 6      | 4     | 0      | 2     | 114:112       | + 2   | 1             | 17               |
| 3. | Edinburgh Rugby   | 6      | 2     | 0      | 4     | 91:103        | − 12  | 1             | 9                |
| 4. | Castres Olympique | 6      | 2     | 0      | 4     | 73:133        | − 60  | 1             | 9                |

| 11. Oktober 2008 13:35 WESZ | Edinburgh Rugby | 16 : 27 | Leinster Rugby | Murrayfield Stadium, Edinburgh Zuschauer: 5.372 |
| 11. Oktober 2008 13:35 WESZ | Bericht         |         |                | Murrayfield Stadium, Edinburgh Zuschauer: 5.372 |

| 12. Oktober 2008 15:00 WESZ | London Wasps | 25 : 11 | Castres Olympique | Adams Park, High Wycombe Zuschauer: 8.800 |
| 12. Oktober 2008 15:00 WESZ | Bericht      |         |                   | Adams Park, High Wycombe Zuschauer: 8.800 |

| 18. Oktober 2008 17:30 WESZ | Leinster Rugby | 41 : 11 | London Wasps | RDS Arena, Dublin Zuschauer: 18.300 |
| 18. Oktober 2008 17:30 WESZ | Bericht        |         |              | RDS Arena, Dublin Zuschauer: 18.300 |

| 18. Oktober 2008 18:30 MESZ | Castres Olympique | 6 : 13 | Edinburgh Rugby | Stade Pierre-Antoine, Castres Zuschauer: 8.600 |
| 18. Oktober 2008 18:30 MESZ | Bericht           |        |                 | Stade Pierre-Antoine, Castres Zuschauer: 8.600 |

| 5. Dezember 2008 19:30 WEZ | Edinburgh Rugby | 16 : 25 | London Wasps | Murrayfield Stadium, Edinburgh Zuschauer: 7.711 |
| 5. Dezember 2008 19:30 WEZ | Bericht         |         |              | Murrayfield Stadium, Edinburgh Zuschauer: 7.711 |

| 6. Dezember 2008 13:35 WEZ | Leinster Rugby | 33 : 3 | Castres Olympique | RDS Arena, Dublin Zuschauer: 16.500 |
| 6. Dezember 2008 13:35 WEZ | Bericht        |        |                   | RDS Arena, Dublin Zuschauer: 16.500 |

| 12. Dezember 2008 21:00 MEZ | Castres Olympique | 18 : 15 | Leinster Rugby | Stade Pierre-Antoine, Castres Zuschauer: 6.788 |
| 12. Dezember 2008 21:00 MEZ | Bericht           |         |                | Stade Pierre-Antoine, Castres Zuschauer: 6.788 |

| 14. Dezember 2008 13:00 WEZ | London Wasps | 19 : 11 | Edinburgh Rugby | Adams Park, High Wycombe Zuschauer: 7.596 |
| 14. Dezember 2008 13:00 WEZ | Bericht      |         |                 | Adams Park, High Wycombe Zuschauer: 7.596 |

| 16. Januar 2009 19:30 WEZ | Edinburgh Rugby | 32 : 14 | Castres Olympique | Murrayfield Stadium, Murrayfield Zuschauer: 2.331 |
| 16. Januar 2009 19:30 WEZ | Bericht         |         |                   | Murrayfield Stadium, Murrayfield Zuschauer: 2.331 |

| 17. Januar 2009 17:35 WEZ | London Wasps | 19 : 12 | Leinster Rugby | Twickenham Stadium, London Zuschauer: 33.282 |
| 17. Januar 2009 17:35 WEZ | Bericht      |         |                | Twickenham Stadium, London Zuschauer: 33.282 |

| 25. Januar 2009 13:00 WEZ | Leinster Rugby | 12 : 3 | Edinburgh Rugby | RDS Arena, Dublin Zuschauer: 18.240 |
| 25. Januar 2009 13:00 WEZ | Bericht        |        |                 | RDS Arena, Dublin Zuschauer: 18.240 |

| 25. Januar 2009 14:00 MEZ | Castres Olympique | 21 : 15 | London Wasps | Stade Pierre-Antoine, Castres Zuschauer: 7.233 |
| 25. Januar 2009 14:00 MEZ | Bericht           |         |              | Stade Pierre-Antoine, Castres Zuschauer: 7.233 |

### Gruppe 3
|    | Team                   | Spiele | Siege | Unent. | Ndlg. | Spiel- punkte | Diff. | Bonus- punkte | Tabellen- punkte |
| -- | ---------------------- | ------ | ----- | ------ | ----- | ------------- | ----- | ------------- | ---------------- |
| 1. | Leicester Tigers       | 6      | 4     | 0      | 2     | 191:90        | + 101 | 5             | 21               |
| 2. | Ospreys                | 6      | 4     | 0      | 2     | 155:71        | + 84  | 4             | 20               |
| 3. | USA Perpignan          | 6      | 4     | 0      | 2     | 154:120       | + 34  | 2             | 18               |
| 4. | Benetton Rugby Treviso | 6      | 0     | 0      | 6     | 72:291        | − 219 | 0             | 0                |

| 10. Oktober 2008 21:00 MESZ | USA Perpignan | 27 : 16 | Benetton Rugby Treviso | Stade Aimé-Giral, Perpignan Zuschauer: 11.151 |
| 10. Oktober 2008 21:00 MESZ | Bericht       |         |                        | Stade Aimé-Giral, Perpignan Zuschauer: 11.151 |

| 12. Oktober 2008 13:00 WESZ | Leicester Tigers | 12 : 6 | Ospreys | Welford Road Stadium, Leicester Zuschauer: 17.498 |
| 12. Oktober 2008 13:00 WESZ | Bericht          |        |         | Welford Road Stadium, Leicester Zuschauer: 17.498 |

| 18. Oktober 2008 14:35 MESZ | Benetton Rugby Treviso | 16 : 60 | Leicester Tigers | Stadio Comunale di Monigo, Treviso Zuschauer: 5.000 |
| 18. Oktober 2008 14:35 MESZ | Bericht                |         |                  | Stadio Comunale di Monigo, Treviso Zuschauer: 5.000 |

| 18. Oktober 2008 15:30 WESZ | Ospreys | 15 : 9 | USA Perpignan | Liberty Stadium, Swansea Zuschauer: 10.761 |
| 18. Oktober 2008 15:30 WESZ | Bericht |        |               | Liberty Stadium, Swansea Zuschauer: 10.761 |

| 6. Dezember 2008 15:00 WEZ | Ospreys | 68 : 8 | Benetton Rugby Treviso | Liberty Stadium, Swansea Zuschauer: 7.105 |
| 6. Dezember 2008 15:00 WEZ | Bericht |        |                        | Liberty Stadium, Swansea Zuschauer: 7.105 |

| 6. Dezember 2008 17:30 MEZ | Leicester Tigers | 38 : 27 | USA Perpignan | Welford Road Stadium, Leicester Zuschauer: 17.371 |
| 6. Dezember 2008 17:30 MEZ | Bericht          |         |               | Welford Road Stadium, Leicester Zuschauer: 17.371 |

| 13. Dezember 2008 14:35 MEZ | Benetton Rugby Treviso | 16 : 36 | Ospreys | Stadio Comunale di Monigo, Treviso Zuschauer: 3.000 |
| 13. Dezember 2008 14:35 MEZ | Bericht                |         |         | Stadio Comunale di Monigo, Treviso Zuschauer: 3.000 |

| 14. Dezember 2008 16:00 MEZ | USA Perpignan | 26 : 20 | Leicester Tigers | Stade Aimé-Giral, Perpignan Zuschauer: 14.466 |
| 14. Dezember 2008 16:00 MEZ | Bericht       |         |                  | Stade Aimé-Giral, Perpignan Zuschauer: 14.466 |

| 17. Januar 2009 15:00 WEZ | Leicester Tigers | 52 : 0 | Benetton Rugby Treviso | Welford Road Stadium, Leicester Zuschauer: 16.746 |
| 17. Januar 2009 15:00 WEZ | Bericht          |        |                        | Welford Road Stadium, Leicester Zuschauer: 16.746 |

| 17. Januar 2009 16:35 MEZ | USA Perpignan | 17 : 15 | Ospreys | Stade Aimé-Giral, Perpignan Zuschauer: 13.356 |
| 17. Januar 2009 16:35 MEZ | Bericht       |         |         | Stade Aimé-Giral, Perpignan Zuschauer: 13.356 |

| 24. Januar 2009 17:35 WEZ | Ospreys | 15 : 9 | Leicester Tigers | Liberty Stadium, Swansea Zuschauer: 18.285 |
| 24. Januar 2009 17:35 WEZ | Bericht |        |                  | Liberty Stadium, Swansea Zuschauer: 18.285 |

| 24. Januar 2009 18:35 MEZ | Benetton Rugby Treviso | 16 : 48 | USA Perpignan | Stadio Comunale di Monigo, Treviso Zuschauer: 3.500 |
| 24. Januar 2009 18:35 MEZ | Bericht                |         |               | Stadio Comunale di Monigo, Treviso Zuschauer: 3.500 |

### Gruppe 4
|    | Team           | Spiele | Siege | Unent. | Ndlg. | Spiel- punkte | Diff. | Bonus- punkte | Tabellen- punkte |
| -- | -------------- | ------ | ----- | ------ | ----- | ------------- | ----- | ------------- | ---------------- |
| 1. | Harlequins     | 6      | 5     | 0      | 1     | 144:115       | + 29  | 2             | 22               |
| 2. | Stade Français | 6      | 3     | 0      | 3     | 131:109       | + 22  | 3             | 15               |
| 3. | Ulster Rugby   | 6      | 2     | 1      | 3     | 113:134       | − 21  | 1             | 11               |
| 4. | Scarlets       | 6      | 1     | 1      | 4     | 124:154       | − 30  | 2             | 8                |

| 11. Oktober 2008 15:30 WESZ | Scarlets | 22 : 29 | Harlequins | Stradey Park, Llanelli Zuschauer: 8.236 |
| 11. Oktober 2008 15:30 WESZ | Bericht  |         |            | Stradey Park, Llanelli Zuschauer: 8.236 |

| 11. Oktober 2008 15:30 WESZ | Ulster Rugby | 10 : 26 | Stade Français | Ravenhill Stadium, Belfast Zuschauer: 10.397 |
| 11. Oktober 2008 15:30 WESZ | Bericht      |         |                | Ravenhill Stadium, Belfast Zuschauer: 10.397 |

| 18. Oktober 2008 14:35 MESZ | Stade Français | 37 : 15 | Scarlets | Stade Jean-Bouin, Paris Zuschauer: 10.240 |
| 18. Oktober 2008 14:35 MESZ | Bericht        |         |          | Stade Jean-Bouin, Paris Zuschauer: 10.240 |

| 18. Oktober 2008 15:00 WESZ | Harlequins | 42 : 21 | Ulster Rugby | The Stoop, London Zuschauer: 12.368 |
| 18. Oktober 2008 15:00 WESZ | Bericht    |         |              | The Stoop, London Zuschauer: 12.368 |

| 5. Dezember 2008 20:00 WEZ | Ulster Rugby | 26 : 16 | Scarlets | Ravenhill Stadium, Belfast Zuschauer: 8.729 |
| 5. Dezember 2008 20:00 WEZ | Bericht      |         |          | Ravenhill Stadium, Belfast Zuschauer: 8.729 |

| 6. Dezember 2008 16:30 MEZ | Stade Français | 10 : 15 | Harlequins | Stade de France, Saint-Denis Zuschauer: 76.569 |
| 6. Dezember 2008 16:30 MEZ | Bericht        |         |            | Stade de France, Saint-Denis Zuschauer: 76.569 |

| 12. Dezember 2008 20:00 WEZ | Scarlets | 16 : 16 | Ulster Rugby | Parc y Scarlets, Llanelli Zuschauer: 8.026 |
| 12. Dezember 2008 20:00 WEZ | Bericht  |         |              | Parc y Scarlets, Llanelli Zuschauer: 8.026 |

| 13. Dezember 2008 17:30 WEZ | Harlequins | 19 : 17 | Stade Français | The Stoop, London Zuschauer: 12.638 |
| 13. Dezember 2008 17:30 WEZ | Bericht    |         |                | The Stoop, London Zuschauer: 12.638 |

| 17. Januar 2009 13:35 WEZ | Ulster Rugby | 21 : 10 | Harlequins | Ravenhill Stadium, Belfast Zuschauer: 8.861 |
| 17. Januar 2009 13:35 WEZ | Bericht      |         |            | Ravenhill Stadium, Belfast Zuschauer: 8.861 |

| 18. Januar 2009 15:00 WEZ | Scarlets | 31 : 17 | Stade Français | Parc y Scarlets, Llanelli Zuschauer: 7.417 |
| 18. Januar 2009 15:00 WEZ | Bericht  |         |                | Parc y Scarlets, Llanelli Zuschauer: 7.417 |

| 24. Januar 2009 13:35 WEZ | Harlequins | 29 : 24 | Scarlets | The Stoop, London Zuschauer: 11.083 |
| 24. Januar 2009 13:35 WEZ | Bericht    |         |          | The Stoop, London Zuschauer: 11.083 |

| 24. Januar 2009 14:35 MEZ | Stade Français | 24 : 19 | Ulster Rugby | Stade Jean-Bouin, Paris Zuschauer: 8.450 |
| 24. Januar 2009 14:35 MEZ | Bericht        |         |              | Stade Jean-Bouin, Paris Zuschauer: 8.450 |

### Gruppe 5
|    | Team                  | Spiele | Siege | Unent. | Ndlg. | Spiel- punkte | Diff. | Bonus- punkte | Tabellen- punkte |
| -- | --------------------- | ------ | ----- | ------ | ----- | ------------- | ----- | ------------- | ---------------- |
| 1. | Bath Rugby            | 6      | 4     | 1      | 1     | 107:92        | + 15  | 3             | 21               |
| 2. | Stade Toulousain      | 6      | 4     | 1      | 1     | 121:88        | + 33  | 2             | 20               |
| 3. | Glasgow Warriors      | 6      | 2     | 0      | 4     | 134:150       | − 16  | 4             | 12               |
| 4. | Newport Gwent Dragons | 6      | 1     | 0      | 5     | 83:115        | − 32  | 3             | 7                |

| 11. Oktober 2008 14:30 WESZ | Newport Gwent Dragons | 32 : 22 | Glasgow Warriors | Rodney Parade, Newport Zuschauer: 5.238 |
| 11. Oktober 2008 14:30 WESZ | Bericht               |         |                  | Rodney Parade, Newport Zuschauer: 5.238 |

| 12. Oktober 2008 16:00 MESZ | Stade Toulousain | 18 : 16 | Bath Rugby | Stadium Municipal, Toulouse Zuschauer: 31.885 |
| 12. Oktober 2008 16:00 MESZ | Bericht          |         |            | Stadium Municipal, Toulouse Zuschauer: 31.885 |

| 17. Oktober 2008 20:00 WESZ | Glasgow Warriors | 16 : 22 | Stade Toulousain | Firhill Stadium, Glasgow Zuschauer: 4.820 |
| 17. Oktober 2008 20:00 WESZ | Bericht          |         |                  | Firhill Stadium, Glasgow Zuschauer: 4.820 |

| 19. Oktober 2008 13:00 WESZ | Bath Rugby | 13 : 9 | Newport Gwent Dragons | Recreation Ground, Bath Zuschauer: 10.600 |
| 19. Oktober 2008 13:00 WESZ | Bericht    |        |                       | Recreation Ground, Bath Zuschauer: 10.600 |

| 6. Dezember 2008 14:35 MEZ | Stade Toulousain | 26 : 7 | Newport Gwent Dragons | Stade Ernest-Wallon, Toulouse Zuschauer: 18.695 |
| 6. Dezember 2008 14:35 MEZ | Bericht          |        |                       | Stade Ernest-Wallon, Toulouse Zuschauer: 18.695 |

| 7. Dezember 2008 13:00 WEZ | Bath Rugby | 35 : 31 | Glasgow Warriors | Recreation Ground, Bath Zuschauer: 10.600 |
| 7. Dezember 2008 13:00 WEZ | Bericht    |         |                  | Recreation Ground, Bath Zuschauer: 10.600 |

| 13. Dezember 2008 14:30 WEZ | Newport Gwent Dragons | 13 : 26 | Stade Toulousain | Rodney Parade, Newport Zuschauer: 6.108 |
| 13. Dezember 2008 14:30 WEZ | Bericht               |         |                  | Rodney Parade, Newport Zuschauer: 6.108 |

| 14. Dezember 2008 14:00 WEZ | Glasgow Warriors | 13 : 26 | Bath Rugby | Firhill Stadium, Glasgow Zuschauer: 3.306 |
| 14. Dezember 2008 14:00 WEZ | Bericht          |         |            | Firhill Stadium, Glasgow Zuschauer: 3.306 |

| 17. Januar 2009 14:35 MEZ | Stade Toulousain | 26 : 33 | Glasgow Warriors | Stade Municipal, Toulouse Zuschauer: 18.720 |
| 17. Januar 2009 14:35 MEZ | Bericht          |         |                  | Stade Municipal, Toulouse Zuschauer: 18.720 |

| 18. Januar 2009 13:00 WEZ | Newport Gwent Dragons | 12 : 15 | Bath Rugby | Rodney Parade, Newport Zuschauer: 6.108 |
| 18. Januar 2009 13:00 WEZ | Bericht               |         |            | Rodney Parade, Newport Zuschauer: 6.108 |

| 25. Januar 2009 15:00 WEZ | Bath Rugby | 3 : 3 | Stade Toulousain | Recreation Ground, Bath Zuschauer: 10.600 |
| 25. Januar 2009 15:00 WEZ | Bericht    |       |                  | Recreation Ground, Bath Zuschauer: 10.600 |

| 25. Januar 2009 15:00 WEZ | Glasgow Warriors | 13 : 10 | Newport Gwent Dragons | Firhill Stadium, Glasgow Zuschauer: 2.300 |
| 25. Januar 2009 15:00 WEZ | Bericht          |         |                       | Firhill Stadium, Glasgow Zuschauer: 2.300 |

### Gruppe 6
|    | Team               | Spiele | Siege | Unent. | Ndlg. | Spiel- punkte | Diff. | Bonus- punkte | Tabellen- punkte |
| -- | ------------------ | ------ | ----- | ------ | ----- | ------------- | ----- | ------------- | ---------------- |
| 1. | Cardiff Blues      | 6      | 6     | 0      | 0     | 202:99        | + 103 | 3             | 27               |
| 2. | Biarritz Olympique | 6      | 3     | 0      | 3     | 121:88        | + 33  | 3             | 15               |
| 3. | Gloucester Rugby   | 6      | 3     | 0      | 3     | 156:109       | + 47  | 3             | 15               |
| 4. | Rugby Calvisano    | 6      | 0     | 0      | 6     | 87:270        | − 183 | 0             | 0                |

| 11. Oktober 2008 14:35 MESZ | Rugby Calvisano | 20 : 56 | Cardiff Blues | Stadio Communale San Michele, Calvisano Zuschauer: 3.500 |
| 11. Oktober 2008 14:35 MESZ | Bericht         |         |               | Stadio Communale San Michele, Calvisano Zuschauer: 3.500 |

| 11. Oktober 2008 17:30 WESZ | Gloucester Rugby | 22 : 10 | Biarritz Olympique | Kingsholm Stadium, Gloucester Zuschauer: 11.723 |
| 11. Oktober 2008 17:30 WESZ | Bericht          |         |                    | Kingsholm Stadium, Gloucester Zuschauer: 11.723 |

| 18. Oktober 2008 18:30 MESZ | Biarritz Olympique | 41 : 10 | Rugby Calvisano | Parc des Sports d’Aguiléra, Biarritz Zuschauer: 7.500 |
| 18. Oktober 2008 18:30 MESZ | Bericht            |         |                 | Parc des Sports d’Aguiléra, Biarritz Zuschauer: 7.500 |

| 19. Oktober 2008 15:00 WESZ | Cardiff Blues | 37 : 24 | Gloucester Rugby | Millennium Stadium, Cardiff Zuschauer: 27.114 |
| 19. Oktober 2008 15:00 WESZ | Bericht       |         |                  | Millennium Stadium, Cardiff Zuschauer: 27.114 |

| 5. Dezember 2008 20:00 WEZ | Cardiff Blues | 21 : 17 | Biarritz Olympique | Cardiff Arms Park, Cardiff Zuschauer: 11.210 |
| 5. Dezember 2008 20:00 WEZ | Bericht       |         |                    | Cardiff Arms Park, Cardiff Zuschauer: 11.210 |

| 6. Dezember 2008 14:35 MEZ | Rugby Calvisano | 17 : 40 | Gloucester Rugby | Stadio Communale San Michele, Calvisano Zuschauer: 3.500 |
| 6. Dezember 2008 14:35 MEZ | Bericht         |         |                  | Stadio Communale San Michele, Calvisano Zuschauer: 3.500 |

| 13. Dezember 2008 15:00 WEZ | Gloucester Rugby | 48 : 5 | Rugby Calvisano | Kingsholm Stadium, Gloucester Zuschauer: 13.970 |
| 13. Dezember 2008 15:00 WEZ | Bericht          |        |                 | Kingsholm Stadium, Gloucester Zuschauer: 13.970 |

| 13. Dezember 2008 18:30 MEZ | Biarritz Olympique | 6 : 10 | Cardiff Blues | Parc des Sports d’Aguiléra, Biarritz Zuschauer: 8.000 |
| 13. Dezember 2008 18:30 MEZ | Bericht            |        |               | Parc des Sports d’Aguiléra, Biarritz Zuschauer: 8.000 |

| 17. Januar 2009 14:35 MEZ | Rugby Calvisano | 15 : 23 | Biarritz Olympique | Stadio Communale San Michele, Calvisano Zuschauer: 2.000 |
| 17. Januar 2009 14:35 MEZ | Bericht         |         |                    | Stadio Communale San Michele, Calvisano Zuschauer: 2.000 |

| 18. Januar 2009 15:00 WEZ | Gloucester Rugby | 12 : 16 | Cardiff Blues | Kingsholm Stadium, Gloucester Zuschauer: 14.919 |
| 18. Januar 2009 15:00 WEZ | Bericht          |         |               | Kingsholm Stadium, Gloucester Zuschauer: 14.919 |

| 23. Januar 2009 20:00 WEZ | Cardiff Blues | 62 : 20 | Rugby Calvisano | Cardiff Arms Park, Cardiff Zuschauer: 11.203 |
| 23. Januar 2009 20:00 WEZ | Bericht       |         |                 | Cardiff Arms Park, Cardiff Zuschauer: 11.203 |

| 23. Januar 2009 21:00 MEZ | Biarritz Olympique | 24 : 10 | Gloucester Rugby | Parc des Sports d’Aguiléra, Biarritz Zuschauer: 7.000 |
| 23. Januar 2009 21:00 MEZ | Bericht            |         |                  | Parc des Sports d’Aguiléra, Biarritz Zuschauer: 7.000 |

## K.-o.-Runde

### Setzliste
1. Cardiff Blues
2. Munster Rugby
3. Harlequins
4. Leicester Tigers
5. Bath Rugby
6. Leinster Rugby
7. Ospreys
8. Toulouse

### Viertelfinale
| 11. April 2009 15:30 MESZ | Cardiff Blues                         | 9 : 6         | Stade Toulousain                                | Millennium Stadium, Cardiff Zuschauer: 36.728 Schiedsrichter: Chris White (England) |
| 11. April 2009 15:30 MESZ | Straftritte: Blair (3/3) 1., 30., 57. | (6:3) Bericht | Straftritte: Michalak (1/1) 5. Skrela (1/1) 64. | Millennium Stadium, Cardiff Zuschauer: 36.728 Schiedsrichter: Chris White (England) |

| 11. April 2009 18:00 WESZ | Leicester Tigers                                                            | 20 : 15       | Bath Rugby                                                                                       | Walkers Stadium, Leicester Zuschauer: 26.100 Schiedsrichter: Alan Lewis (Irland) |
| 11. April 2009 18:00 WESZ | Versuche: Dupuy 80. n.erh. Straftritte: Vesty (5/5) 20., 22., 51., 55., 67. | (6:7) Bericht | Versuche: Berne 35. erh. Maddock 64. n.erh. Erhöhungen: James (1/2) Straftritte: James (1/2) 45. | Walkers Stadium, Leicester Zuschauer: 26.100 Schiedsrichter: Alan Lewis (Irland) |

| 12. April 2009 13:00 WESZ | Munster Rugby | 43 : 9         | Ospreys                               | Thomond Park, Limerick Zuschauer: 26.000 Schiedsrichter: Wayne Barnes (England) |
| 12. April 2009 13:00 WESZ | Versuche: Warwick 34. erh. O’Connell 55. erh. Earls 63. erh., 65. erh. Erhöhungen: O’Gara (4/4) Straftritte: O’Gara (3/3) 14., 20., 50. Dropgoals: Warwick (2/2) 39., 58. | (16:6) Bericht | Straftritte: Hook (3/6) 16., 30., 45. | Thomond Park, Limerick Zuschauer: 26.000 Schiedsrichter: Wayne Barnes (England) |

| 12. April 2009 15:30 WESZ | Harlequins                 | 5 : 6         | Leinster Rugby                        | The Stoop, London Zuschauer: 12.638 Schiedsrichter: Nigel Owens (Wales) |
| 12. April 2009 15:30 WESZ | Versuche: Brown 65. n.erh. | (0:6) Bericht | Straftritte: Contepomi (2/2) 16., 39. | The Stoop, London Zuschauer: 12.638 Schiedsrichter: Nigel Owens (Wales) |

Dieses Spiel ging als „Bloodgate“ in die Geschichte ein. Dean Richards, der Trainer der Harlequins, wurde für drei Jahre gesperrt, weil er mit Filmblut eine Verletzung des Spielers Tom Williams vorgetäuscht hatte, um einen taktischen Wechsel vornehmen zu können. Williams selber war ursprünglich für ein Jahr gesperrt worden; seine Strafe wurde jedoch auf vier Monate reduziert, nachdem er die Hintergründe des Skandals enthüllt hatte.

### Halbfinale
| 2. Mai 2009 17:30 WESZ | Munster Rugby                      | 6 : 25         | Leinster Rugby | Croke Park, Dublin Zuschauer: 82.208 Schiedsrichter: Nigel Owens (Wales) |
| 2. Mai 2009 17:30 WESZ | Straftritte: O’Gara (2/2) 18., 36. | (6:11) Bericht | Versuche: D’Arcy 30. n.erh. Fitzgerald 42. erh. O’Driscoll 61. erh. Erhöhungen: Sexton (2/3) Straftritte: Sexton (1/1) 26. Dropgoals: Contepomi (1/1) 15. | Croke Park, Dublin Zuschauer: 82.208 Schiedsrichter: Nigel Owens (Wales) |

| 3. Mai 2009 15:00 WESZ | Cardiff Blues | 26 : 26 n. V.   | Leicester Tigers                                                                                                | Millennium Stadium, Cardiff Zuschauer: 44.212 Schiedsrichter: Alain Rolland (Irland) |
| 3. Mai 2009 15:00 WESZ | Versuche: Roberts 73. erh. James 74. erh. Erhöhungen: Blair (2/2) Straftritte: Blair (2/2) 14., 33. Halfpenny (2/2) 27., 35. | (12:13) Bericht | Versuche: Hamilton 21. erh. Murphy 45. erh. Erhöhungen: Dupuy (2/2) Straftritte: Dupuy (4/7) 24., 38., 54., 56. | Millennium Stadium, Cardiff Zuschauer: 44.212 Schiedsrichter: Alain Rolland (Irland) |

Das Spiel endete 26:26 nach Verlängerung. Es wurde durch das erste Penalty-Shootout in der Geschichte dieses Sports entschieden. Dabei setzten sich die Leicester Tigers mit 7:6 verwerteten Straftritten durch.

### Finale
| 23. Mai 2009 17:00 WESZ | Leicester Tigers                                                                       | 16 : 19        | Leinster Rugby | Murrayfield Stadium, Edinburgh Zuschauer: 66.523 Schiedsrichter: Nigel Owens (Wales) |
| 23. Mai 2009 17:00 WESZ | Versuche: Woods 38. erh. Erhöhungen: Dupuy (1/1) Straftritte: Dupuy (3/3) 8., 33., 42. | (13:9) Bericht | Versuche: Heaslip 49. erh. Erhöhungen: Sexton (1/1) Straftritte: Sexton (2/3) 24., 70. Dropgoals: O’Driscoll (1/1) 5. Sexton (1/1) 17. | Murrayfield Stadium, Edinburgh Zuschauer: 66.523 Schiedsrichter: Nigel Owens (Wales) |

| 15                 | Geordan Murphy (c)    | 47. |
| 14                 | Scott Hamilton        |     |
| 13                 | Ayoola Erinle         |     |
| 12                 | Dan Hipkiss           |     |
| 11                 | Alesana Tuilagi       |     |
| 10                 | Sam Vesty             |     |
| 09                 | Julien Dupuy          | 75. |
| 08                 | Jordan Crane          | 29. |
| 07                 | Ben Woods             | 60. |
| 06                 | Craig Newby           |     |
| 05                 | Ben Kay               |     |
| 04                 | Tom Croft             |     |
| 03                 | Martin Castrogiovanni | 52. |
| 02                 | George Chuter         | 55. |
| 01                 | Marcos Ayerza         |     |
| Auswechselspieler: |                       |     |
| 16                 | Benjamin Kayser       | 55. |
| 17                 | Julian White          | 52. |
| 18                 | Louis Deacon          | 29. |
| 19                 | Lewis Moody           | 60. |
| 20                 | Harry Ellis           | 75. |
| 21                 | Matt Smith            | 47. |
| 22                 | Johne Murphy          |     |

| 15                 | Isa Nacewa       |                 |
| 14                 | Shane Horgan     |                 |
| 13                 | Brian O’Driscoll |                 |
| 12                 | Gordon D’Arcy    |                 |
| 11                 | Luke Fitzgerald  | 71.             |
| 10                 | Jonathan Sexton  |                 |
| 09                 | Chris Whitaker   |                 |
| 08                 | Jamie Heaslip    |                 |
| 07                 | Shane Jennings   | 36. 42.         |
| 06                 | Rocky Elsom      |                 |
| 05                 | Malcolm O’Kelly  |                 |
| 04                 | Leo Cullen (c)   |                 |
| 03                 | Stan Wright      | 32. bis 42.′    |
| 02                 | Bernard Jackman  | 55.             |
| 01                 | Cian Healy       | 60. bis 64.     |
| Auswechselspieler: |                  |                 |
| 16                 | John Fogarty     | 55.             |
| 17                 | Ronan McCormack  | 36. 42. 60. 64. |
| 18                 | Devin Toner      |                 |
| 19                 | Sean O’Brien     |                 |
| 20                 | Simon Keogh      |                 |
| 21                 | Rob Kearney      | 71.             |
| 22                 | Girvan Dempsey   |                 |

## Statistik
Quelle: Statistik ERC

### Meiste erzielte Versuche
|   | Name             | Team             | Versuche |
| - | ---------------- | ---------------- | -------- |
| 1 | Brian O’Driscoll | Leinster Rugby   | 5        |
| 2 | Tommy Bowe       | Ospreys          | 4        |
| 2 | Leigh Halfpenny  | Cardiff Blues    | 4        |
| 2 | Scott Hamilton   | Leicester Tigers | 4        |
| 2 | Johne Murphy     | Leicester Tigers | 4        |
| 2 | Gareth Thomas    | Cardiff Blues    | 4        |
| 2 | Tom Williams     | Harlequins       | 4        |

### Meiste erzielte Punkte
|   | Name             | Team                  | Punkte |
| - | ---------------- | --------------------- | ------ |
| 1 | Ben Blair        | Cardiff Blues         | 99     |
| 2 | Ronan O’Gara     | Munster Rugby         | 86     |
| 3 | Toby Flood       | Leicester Tigers      | 76     |
| 4 | Brock James      | ASM Clermont Auvergne | 65     |
| 5 | Felipe Contepomi | Leinster Rugby        | 64     |